# Primera División 1971-1972 (Spagna)
La Primera División 1971-1972 è stata la 41ª edizione della massima serie del campionato spagnolo di calcio, disputato tra il 4 settembre 1971 e il 14 maggio 1972 e concluso con la vittoria del Real Madrid, al suo quindicesimo titolo.
Capocannoniere del torneo è stato Enrique Porta (Granada) con 20 reti.

## Stagione
La prima edizione della Primera División con diciotto squadre partecipanti ai nastri di partenza vide, dopo tre anni, la vittoria finale del Real Madrid che fronteggiò la concorrenza del Valencia campione in carica e del Barcellona. Le merengues, a lungo inseguite da queste due squadre, si assicurarono il titolo all'ultima giornata a causa di un calo nel finale che aveva permesso alle inseguitrici di avvicinarsi.
Al Barcellona e al Valencia non rimase quindi che la qualificazione in Coppa UEFA, ottenuta insieme al Las Palmas che occupò il posto lasciato libero dall'Atlético Madrid, qualificato in Coppa delle Coppe come vincitore della Coppa del Generalissimo. A fondo classifica si arresero con una giornata di anticipo Córdoba e Sabadell, accompagnate nel turno successivo dal Siviglia.

## Squadre partecipanti
| Squadra             | Stagione | Città                      | Stadio                | Stagione precedente                    |
| ------------------- | -------- | -------------------------- | --------------------- | -------------------------------------- |
| Athletic Bilbao     |          | Bilbao                     | San Mamés             | 5º posto in Primera División           |
| Atlético Madrid     |          | Madrid                     | Manzanares            | 3º posto in Primera División           |
| Barcellona          |          | Barcellona                 | Nou Camp              | 2º posto in Primera División           |
| Real Betis          |          | Siviglia                   | Benito Villamarín     | 1º posto in Segunda División, promosso |
| Burgos              |          | Burgos                     | El Platío             | 2º posto in Segunda División, promosso |
| Celta Vigo          |          | Vigo                       | Balaídos              | 7º posto in Primera División           |
| Córdoba             |          | Cordova                    | El Arcángel           | 4º posto in Segunda División, promosso |
| Deportivo La Coruña |          | La Coruña                  | Riazor                | 3º posto in Segunda División, promosso |
| Español             |          | Barcellona                 | Sarriá                | 11º posto in Primera División          |
| Granada             |          | Granada                    | Los Cármenes          | 10º posto in Primera División          |
| Las Palmas          |          | Las Palmas de Gran Canaria | Insular               | 14º posto in Primera División          |
| Malaga              |          | Malaga                     | La Rosaleda           | 9º posto in Primera División           |
| Real Madrid         |          | Madrid                     | Santiago Bernabéu     | 4º posto in Primera División           |
| Real Sociedad       |          | San Sebastián              | Atocha                | 8º posto in Primera División           |
| Sabadell            |          | Sabadell                   | Nueva Cruz Alta       | 13º posto in Primera División          |
| Siviglia            |          | Siviglia                   | Ramón Sánchez Pizjuán | 7º posto in Primera División           |
| Sporting Gijón      |          | Gijón                      | El Molinón            | 12º posto in Primera División          |
| Valencia            |          | Valencia                   | Luis Casanova         | 1º posto in Primera División           |

## Allenatori e primatisti
| Squadra         | Allenatore                                                         | Calciatore più presente | Cannoniere |
| --------------- | ------------------------------------------------------------------ | ----------------------- | ---------- |
| Athletic Bilbao | Ronnie Allen (1ª-8ª) Salvador Artigas (9ª-34ª)                     |                         |            |
| Atlético Madrid | Marcel Domingo (1ª-8ª) Max Merkel (9ª-34ª)                         |                         |            |
| Barcellona      | Rinus Michels                                                      |                         |            |
| Betis           | Antonio Barrios(1ª-8ª) Esteban Areta (14ª) Ferenc Szusza (15ª-34ª) |                         |            |
| Burgos          | Mariano Moreno                                                     |                         |            |
| Celta Vigo      | Pedro Dellacha (1ª-28ª) Aretio (28ª-34ª)                           |                         |            |
| Córdoba         | Vavá                                                               |                         |            |
| Deportivo       | Arsenio Iglesias                                                   |                         |            |
| Español         | José Santamaría                                                    |                         |            |
| Granada         | José Iglesias                                                      |                         |            |
| Las Palmas      | Pierre Sinibaldi                                                   |                         |            |
| Malaga          | Jenő Kalmár (1ª-27ª) Antonio Carmona Ros (28ª-34ª)                 |                         |            |
| Real Madrid     | Miguel Muñoz                                                       |                         |            |
| Real Sociedad   | Ángel Segurola (1ª-5ª) Andoni Elizondo (6ª-34ª)                    |                         |            |
| Sabadell        | Bernardino Pérez                                                   |                         |            |
| Siviglia        | Yiannis Georgiadis (1ª-23ª) Vic Buckingham (23ª-34ª)               |                         |            |
| Sporting Gijón  | Carriega (1ª-17ª) Antonio Barrios (17ª-34ª)                        |                         |            |
| Valencia        | Alfredo Di Stéfano                                                 |                         |            |

## Classifica finale
|       | Pos. | Squadra             | Pt | G  | V  | N  | P  | GF | GS | DR  |
| ----- | ---- | ------------------- | -- | -- | -- | -- | -- | -- | -- | --- |
|       | 1.   | Real Madrid         | 47 | 34 | 19 | 9  | 6  | 51 | 27 | +24 |
|       | 2.   | Valencia            | 45 | 34 | 19 | 7  | 8  | 53 | 30 | +23 |
|       | 3.   | Barcellona          | 43 | 34 | 17 | 9  | 8  | 40 | 26 | +14 |
| [ 2 ] | 4.   | Atlético Madrid     | 39 | 34 | 14 | 11 | 9  | 45 | 28 | +17 |
|       | 5.   | Las Palmas          | 38 | 34 | 15 | 8  | 11 | 40 | 36 | +4  |
|       | 6.   | Granada             | 36 | 34 | 14 | 8  | 12 | 40 | 34 | +6  |
|       | 7.   | Malaga              | 35 | 34 | 9  | 17 | 8  | 27 | 31 | -4  |
|       | 8.   | Real Sociedad       | 34 | 34 | 14 | 6  | 14 | 38 | 36 | +2  |
|       | 9.   | Athletic Bilbao     | 34 | 34 | 15 | 4  | 15 | 39 | 32 | +7  |
|       | 10.  | Celta Vigo          | 33 | 34 | 10 | 13 | 11 | 37 | 42 | -5  |
|       | 11.  | Sporting Gijón      | 32 | 34 | 12 | 8  | 14 | 41 | 37 | -4  |
|       | 12.  | Español             | 32 | 34 | 12 | 8  | 14 | 43 | 43 | 0   |
|       | 13.  | Real Betis          | 30 | 34 | 10 | 10 | 14 | 25 | 45 | -20 |
|       | 14.  | Deportivo La Coruña | 30 | 34 | 11 | 8  | 15 | 28 | 38 | -10 |
|       | 15.  | Burgos              | 29 | 34 | 11 | 7  | 16 | 34 | 42 | -8  |
|       | 16.  | Siviglia            | 27 | 34 | 9  | 9  | 16 | 35 | 45 | -10 |
|       | 17.  | Córdoba             | 25 | 34 | 6  | 13 | 15 | 32 | 51 | -19 |
|       | 18.  | Sabadell            | 23 | 34 | 7  | 9  | 18 | 27 | 52 | -25 |

Legenda:
      Campione di Spagna e qualificata in Coppa dei Campioni 1972-1973
      Qualificata in Coppa delle Coppe 1972-1973
      Qualificate in Coppa UEFA 1972-1973
      Retrocesse in Segunda División 1972-1973
Regolamento:
Due punti a vittoria, uno a pareggio, zero a sconfitta.
In caso di arrivo di due o più squadre a pari punti, la graduatoria verrà stilata secondo la classifica avulsa tra le squadre interessate che prevede, in ordine, i seguenti criteri:
- Punti negli scontri diretti.
- Differenza reti negli scontri diretti.
- Differenza reti generale.
- Reti realizzate in generale.

## Risultati

### Tabellone
|                 | ATB  | ATM  | BAR  | BET  | BUR  | CEL  | CÓR  | DEP  | ESP  | GRA  | LPA  | MLG  | RGI  | RMA  | RSO  | SAB  | SEV  | VAL  |
| --------------- | ---- | ---- | ---- | ---- | ---- | ---- | ---- | ---- | ---- | ---- | ---- | ---- | ---- | ---- | ---- | ---- | ---- | ---- |
| Athletic Bilbao | –––– | 0-1  | 0-1  | 3-0  | 1-0  | 4-0  | 5-0  | 1-0  | 1-1  | 1-0  | 1-2  | 0-0  | 3-1  | 1-0  | 1-2  | 3-1  | 2-0  | 1-1  |
| Atlético Madrid | 1-2  | –––– | 1-1  | 4-1  | 1-0  | 0-0  | 2-2  | 2-1  | 1-1  | 1-0  | 2-0  | 0-0  | 1-0  | 4-1  | 5-0  | 5-0  | 0-2  | 0-1  |
| Barcellona      | 0-1  | 0-0  | –––– | 2-2  | 2-1  | 1-0  | 4-1  | 1-0  | 2-0  | 2-0  | 1-2  | 0-1  | 1-0  | 1-0  | 3-0  | 2-0  | 1-0  | 1-1  |
| Betis           | 1-0  | 1-3  | 0-0  | –––– | 2-0  | 1-1  | 0-0  | 2-0  | 0-1  | 1-0  | 2-1  | 0-0  | 2-1  | 0-0  | 1-0  | 1-0  | 1-1  | 1-0  |
| Burgos          | 1-0  | 0-0  | 2-3  | 0-1  | –––– | 3-2  | 1-0  | 3-1  | 2-1  | 1-1  | 1-0  | 3-1  | 1-0  | 1-2  | 3-1  | 4-1  | 1-0  | 0-1  |
| Celta Vigo      | 2-0  | 2-1  | 1-2  | 1-0  | 2-0  | –––– | 2-0  | 3-1  | 4-2  | 0-0  | 2-0  | 1-1  | 2-2  | 1-1  | 0-1  | 0-1  | 4-1  | 1-3  |
| Córdoba         | 0-1  | 0-1  | 1-0  | 3-1  | 0-0  | 0-0  | –––– | 0-0  | 3-1  | 2-0  | 2-2  | 0-0  | 0-1  | 2-2  | 1-0  | 4-1  | 1-1  | 0-4  |
| Deportivo       | 1-0  | 1-1  | 0-2  | 1-1  | 0-0  | 0-1  | 3-2  | –––– | 3-1  | 2-0  | 1-0  | 0-0  | 1-1  | 1-0  | 1-0  | 1-0  | 1-0  | 3-0  |
| Español         | 1-2  | 1-2  | 3-0  | 3-0  | 1-1  | 1-0  | 1-1  | 2-0  | –––– | 2-3  | 4-0  | 4-1  | 0-0  | 0-0  | 1-0  | 2-1  | 2-0  | 3-1  |
| Granada         | 5-1  | 1-0  | 2-0  | 0-0  | 2-1  | 0-0  | 1-0  | 2-2  | 0-0  | –––– | 3-0  | 2-0  | 1-0  | 2-1  | 1-0  | 3-1  | 3-0  | 1-0  |
| Las Palmas      | 2-1  | 1-0  | 1-2  | 2-0  | 3-1  | 1-1  | 3-0  | 2-0  | 1-0  | 2-2  | –––– | 2-0  | 5-1  | 2-0  | 0-0  | 0-0  | 1-1  | 1-1  |
| Malaga          | 1-0  | 0-0  | 0-0  | 0-0  | 4-1  | 1-1  | 2-2  | 2-0  | 1-0  | 1-0  | 0-0  | –––– | 1-1  | 1-1  | 1-1  | 1-0  | 2-2  | 0-2  |
| Sporting Gijón  | 3-2  | 1-2  | 1-0  | 3-1  | 0-0  | 2-2  | 0-0  | 2-0  | 4-0  | 2-0  | 0-1  | 1-2  | –––– | 1-1  | 1-0  | 3-0  | 1-0  | 4-0  |
| Real Madrid     | 1-0  | 1-0  | 1-1  | 2-0  | 1-1  | 3-0  | 4-1  | 1-0  | 3-0  | 4-2  | 2-0  | 1-0  | 1-0  | –––– | 2-1  | 2-0  | 4-1  | 1-1  |
| Real Sociedad   | 1-0  | 0-0  | 2-2  | 6-0  | 2-0  | 0-0  | 2-1  | 0-1  | 4-1  | 3-1  | 1-0  | 1-0  | 3-1  | 0-2  | –––– | 2-0  | 1-1  | 1-0  |
| Sabadell        | 0-0  | 3-1  | 0-0  | 2-1  | 2-1  | 1-1  | 1-0  | 4-1  | 0-2  | 0-0  | 0-1  | 1-1  | 0-2  | 1-2  | 3-1  | –––– | 0-0  | 1-1  |
| Siviglia        | 0-1  | 3-3  | 1-2  | 3-1  | 2-0  | 4-0  | 1-1  | 1-0  | 1-0  | 2-1  | 0-2  | 1-2  | 3-1  | 0-2  | 0-1  | 1-1  | –––– | 2-0  |
| Valencia        | 2-0  | 1-0  | 1-0  | 2-0  | 2-0  | 4-0  | 4-2  | 1-1  | 1-1  | 2-1  | 4-0  | 3-0  | 1-0  | 1-2  | 2-1  | 3-1  | 2-0  | –––– |

## Statistiche

### Squadre

#### Capoliste solitarie
|    | —— | ——          | ——          | ——          | —— | —— | ——          | ——          | ——  | ——  | ——  | ——          | ——          | ——          | ——          | ——          | ——          | ——          | ——          | ——          | ——          | ——          | ——          | ——          | ——          | ——          | ——          | ——          | ——          | ——          | ——          | ——          | ——          | —— |  |
|    |    | Real Madrid | Real Madrid | Real Madrid |    |    | Real Madrid | Real Madrid |     | RMa |     | Real Madrid | Real Madrid | Real Madrid | Real Madrid | Real Madrid | Real Madrid | Real Madrid | Real Madrid | Real Madrid | Real Madrid | Real Madrid | Real Madrid | Real Madrid | Real Madrid | Real Madrid | Real Madrid | Real Madrid | Real Madrid | Real Madrid | Real Madrid | Real Madrid | Real Madrid |    |  |
|    |    |             |             |             |    |    |             |             |     |     |     |             |             |             |             |             |             |             |             |             |             |             |             |             |             |             |             |             |             |             |             |             |             |    |  |
|    |    |             |             |             |    |    |             |             |     |     |     |             |             |             |             |             |             |             |             |             |             |             |             |             |             |             |             |             |             |             |             |             |             |    |  |
| 1ª | 2ª | 3ª          | 4ª          | 5ª          | 6ª | 7ª | 8ª          | 9ª          | 10ª | 11ª | 12ª | 13ª         | 14ª         | 15ª         | 16ª         | 17ª         | 18ª         | 19ª         | 20ª         | 21ª         | 22ª         | 23ª         | 24ª         | 25ª         | 26ª         | 27ª         | 28ª         | 29ª         | 30ª         | 31ª         | 32ª         | 33ª         | 34ª         |    |  |

#### Primati stagionali
- Maggior numero di vittorie: Real Madrid e Valencia (19)
- Minor numero di sconfitte: Real Madrid (6)
- Migliore attacco: Valencia (53 reti segnate)
- Miglior difesa: Barcellona (26 reti subite)
- Miglior differenza reti: Real Madrid (+24)
- Maggior numero di pareggi: Malaga (17)
- Minor numero di pareggi: Athletic Bilbao (4)
- Maggior numero di sconfitte: Sabadell (18)
- Minor numero di vittorie: Córdoba (6)
- Peggior attacco: Betis (25 reti segnate)
- Peggior difesa: Sabadell (52 reti subite)
- Peggior differenza reti: Sabadell (-25)

### Individuali

#### Classifica marcatori
| Gol |  |  | Giocatore         | Squadra    |
| --- |  |  | ----------------- | ---------- |
| 20  |  |  | Enrique Porta     | Granada    |
| 15  |  |  | Germán Dévora     | Las Palmas |
| 14  |  |  | Juan María Amiano | Español    |
| 13  |  |  | Joaquín Sierra    | Valencia   |